# Floyd Council
Floyd Council (2. září 1911 Chapel Hill, Severní Karolína, USA – 9. května 1976 Sanford, Severní Karolína, USA) byl americký bluesový kytarista a zpěvák. Spolu Pinkem Andersonem byl inspirací pro vznik názvu skupiny Pink Floyd.